# Jošt Pišek
Jošt Pišek (* 10. März 2002) ist ein slowenischer Fußballspieler. Der Mittelfeldspieler steht seit 2024 beim NK Celje unter Vertrag und spielte zuletzt als Leihspieler bei NŠ Mura.

## Sportlicher Werdegang
Pišek entstammt der Jugend des NK Domžale, für den er am letzten Spieltag der Spielzeit 2019/20 als Einwechselspieler für Do-hyun Kim beim 2:1-Erfolg über den NK Triglav Kranj in der Slovenska Nogometna Liga debütierte. Anfang 2021 verlieh ihn der Klub für anderthalb Jahre ab der Meisterrunde der Zweitligasaison 2020/21 an den NK Roltek Dob. Dort lief er zehn Mal auf, als der Klub als Tabellenvierter den Erstligaaufstieg um vier Punkte verpasste. In der folgenden Spielzeit erzielte er neun Tore in 28 Saisonspielen, der Klub landete als Tabellenneunter jedoch nur im Mittelfeld des Endklassements. 
Nach seiner Rückkehr zu NK Domžale etablierte Pišek sich dort als Stammspieler, so dass er auch in den Fokus der slowenischen U-21-Auswahlmannschaft rückte und dort im Oktober 2022 debütierte. Im ersten Jahr zweimal als Torschütze erfolgreich avancierte er in der Erstliga-Spielzeit 2023/24 zum regelmäßigen Torschützen und zeichnete sich mit neun Saisontoren als vereinsintern bester Torschütze aus. Daraufhin wechselte er zum amtierenden Meister NK Celje, wo er anfangs zeitweise in der Startelf stand und in den Qualifikationsrunden für den Europapokal auflief. Im September rückte er unter Trainer Albert Riera ins zweite Glied und stand ab November nicht mehr im Kader. Für die Rückrunde der Spielzeit 2024/25 wurde er daraufhin an den Ligakonkurrenten NŠ Mura verliehen. Im Sommer 2025 nahm er mit der U-21-Auswahl an der U-21-Europameisterschaft 2025 teil.